# Kıvanç Kasabalı
Kıvanç Kasabalı (* 24. Februar 1975 in Istanbul) ist ein türkischer Schauspieler und Model.

## Leben und Karriere
Kasabalı wurde am 24. Februar 1975 in Istanbul geboren. Er studierte an der Uludağ Universitesi. Seinen Durchbruch hatte Kasabalı in der Fernsehserie Yaprak Dökümü. 2013 war er in der Serie Merhamet zu sehen. Anschließend bekam er 2014 in Ağlatan Dans die Hauptrolle. Unter anderem trat er 2019 in Aries auf. 2020 wurde er für die Serie Şehirden Uzakta gecastet. Anschließend spielte er 2022 in Evlilik Hakkında Her Şey mit.

## Filmografie
Serien
- 1999: Ayrılsak da Beraberiz
- 2005: Kanlı Düğün
- 2006–2010: Yaprak Dökümü
- 2010: Küçük Kadınlar
- 2010: Samanyolu
- 2013–2014: Merhamet
- 2014: Ağlatan Dans
- 2015: Analar ve Anneler
- 2016–2017: Bodrum Masalı
- 2017: Siyah Beyaz Aşk
- 2018: Yasak Elma
- 2019: Aries
- 2020: Şehirden Uzakta
- 2022: Evlilik Hakkında Her Şey